# Clarias meladerma
Clarias meladerma är en fiskart som beskrevs av Bleeker, 1846. Clarias meladerma ingår i släktet Clarias och familjen Clariidae. IUCN kategoriserar arten globalt som livskraftig. Inga underarter finns listade i Catalogue of Life.